# روهان موردوك
روهان موردوك (بالإنجليزية: Rohan Murdock)‏ (27 فبراير 1992 ببرث في أستراليا - ) هو ملاكم أسترالي.

## إحصائيات
خاض خلال مسيرته 23 نزالا، فاز في 22 ولم يتعادل وخسر في 1. فاز بالضربة القاضية في 16 نزالا.

## روابط خارجية
- روهان موردوك على موقع بوكس ريك (الإنجليزية) (registration required)